# Алехново (Новгородская область)
Алехново — деревня в Пестовском муниципальном районе Новгородской области. Входит в состав Лаптевского сельского поселения. По всероссийской переписи населения 2010 года население деревни — 4 человека (двое мужчин и две женщины).
Площадь территории деревни — 6,3 га. Алехново находится на Валдайской возвышенности, близ истока реки Мелестовка, на высоте 187 м над уровнем моря, в 1 км к северу от Павловского озера и в 1 км к востоку от деревни Коровино.

## История
Во второй половине XX века деревня была в составе Коровинского сельсовета Пестовского района Новгородской области. Решением Новгородского облисполкома от 28 марта 1977 года № 157 Коровинский сельсовет был упразднён, а Алехново вошло в состав Лаптевского сельсовета.
С принятием закона от 6 июля 1991 года «О местном самоуправлении в РСФСР» была образована Администрация Лаптевского сельсовета (Лаптевская сельская администрация), затем Указом Президента РФ № 1617 от 9 октября 1993 года «О реформе представительных органов власти и органов местного самоуправления в Российской Федерации» деятельность Лаптевского сельского Совета была досрочно прекращена, а его полномочия переданы Администрации Лаптевского сельсовета. По результатам муниципальной реформы, с 2005 года деревня входит в состав муниципального образования — Лаптевское сельское поселение Пестовского муниципального района (местное самоуправление), по административно-территориальному устройству подчинена администрации Лаптевского сельского поселения Пестовского района. В 2012 году Новгородская областная дума (постановлением № 50-5 ОД от 25.01.2012) постановила уведомить Правительство Российской Федерации об упразднении, в числе прочих, Лаптевского сельсовета Пестовского района.